# 빨간 망토 차차
《빨간 망토 차차》(일본어: 赤ずきんチャチャ)는 슈에이샤의 만화 잡지 리본(りぼん)에서 아야하나 민(彩花みん) 원작/작화로 연재된 만화이자, 이를 바탕으로 한 TV 애니메이션이다.

## 개요
<빨강망토 차차>는 순정만화잡지 리본에서 1992년 10월호부터 2000년 8월까지 연재한 아야하나 민(彩花みん)의 동명 만화를 원작으로 하는 애니메이션이다. 원작만화 연재기간과 애니메이션 방영기간 차이로 스토리가 약간 다르며, 원작은 변신개념도 없고 좀 더 소소한 일상을 다룬 작품이었으나, 애니화 당시 스폰서였던 완구회사 다카라의 의견을 받아들여 마왕과 싸우는 변신 마법 미소녀물로 탈바꿈하게 되었다. 결국 원작과는 상당히 동떨어지는 내용으로 변했으나 애니메이션 자체에 반응이 좋았던 까닭에 원작 팬들의 반발도 그리 거세지는 않았다고 한다.
방영초기 4쿨(52화)예정작이었으나, 인기를 얻어 연장 방송된 케이스라 할 수 있는데, 이미 4쿨 분량은 대마왕과의 결전까지 치러버린 후였기 때문에 연장 방송분에서는 원작과 좀 더 가까운 소소한 일상생활및 마법학원에서 일어나는 해프닝 위주로 다루게 되었다. 특히나 이 작품은 당시 최고의 아이돌 그룹이었던 SMAP의 君色思い를 사와다 세이코가 어렌지해서(오프닝) 부르고, 멤버 중 한 명인 카토리 신고가 주연급 캐릭터인 리이야의 성우를 담당한 것으로도 유명하다.
대한민국에서는 MBC를 통해 1997년에 처음으로 선보인 이후, SBS에서 1999년도에 수정 더빙으로 재방영하였다. 이후 1998년-1999년경에 투니버스에서, 2002년 경인방송에서 방영된 기록이 있다. 2004년경에는 DVD애니에서 1화부터 26화 방영분을 DVD로 출시된 바 있다. 케이블 방송을 통해 지속적으로 재방영된 기록이 있으며 2010년 3월 카툰네트워크 코리아에서 방영된 기록이 있다.

## 연재/방영정보
- 원작 만화: 리본 1992년 10월호~2000년 8월호. 단행본 총 13권, 문고판 총 9권.
- TV 애니메이션 : 1994년 1월 7일 - 1995년 6월 30일 / 총 74화
- 뮤지컬 : 1995년 2월 10일 - 2월 24일 / 총 3화
- OVA : 1995년 12월 6일 - 1996년 3월 6일 / 총 3편

## 각 화의 제목

### TVA
| 일본 | 일본                     | 일본                           | 대한민국 | 대한민국                     |
| 화수 | 방영 타이틀              | 방영 타이틀                    | 화수     | 방영 타이틀                  |
| ---- | ------------------------ | ------------------------------ | -------- | ---------------------------- |
| 1    | お騷がせ魔法使い登場     | 소란스런 마법사 등장           | 1        | 꼬마 마법사 챠챠             |
| 2    | ライバルは黒ずきん       | 라이벌은 검은 망토             | 2        | 축! 마법학교 입학            |
| 3    | ぶりっこ人魚マリン!      | 인어아가씨 마린!               | 3        | 인어공주 마린                |
| 4    | 必殺!三匹の子ぶた攻撃    | 필살! 아기돼지 삼형제의 공격   | 4        | 꼬마돼지들의 습격            |
| 5    | きゅーちゃんとデート     | 큐짱과의 데이트                | 5        | 못난이 큐라큐라 백작         |
| 6    | 赤ちやんは魔法がお下手   | 아기는 마법이 서툴러요         | 6        | 쌍둥이 마법사                |
| 7    | 寒さ爆発!先生は雪女      | 추위폭발! 선생님은 설녀        | 7        | 눈송이 선생님                |
| 8    | 私のケーキは一番ざんす   | 나의 케이크가 최고에요         | 8        | 빵 굽는 마녀                 |
| 9    | 発進!ニャンダバーZ       | 발진! 냥다바 Z                 | 9        | 천재발명가는 못말려          |
| 10   | きゅーちゃの逆襲!        | 큐짱의 역습!                   | 10       | 큐라큐라의 질투              |
| 11   | 決定!? すしチャンピオン  | 결정!? 초밥 챔피언             | -        | -                            |
| 12   | お鈴ちゃんの初恋         | 오린짱의 첫사랑                | -        | -                            |
| 13   | がんばれ お留守番!       | 힘내라 집 보기!                | 11       | 차차, 너 홀로 집에           |
| 14   | 大魔王様はお怒りでゲス   | 대마왕님이 분노하셨게스        | 12       | 추억의 명장면                |
| 15   | 誕生!フランケンちゃん    | 탄생! 프랑켄짱                 | 13       | 알에서 나온 거인             |
| 16   | 出た!海坊主の妹          | 나타났다! 우미보우즈의 여동생  | -        | -                            |
| 17   | 帰ってきたニャンダバー   | 돌아온 냥다바                  | 14       | 야옹야옹 5형제의 복수        |
| 18   | ゾンビ警報!うらら学園    | 좀비경보! 우라라 학원          | 15       | 큐피큐피의 화살              |
| 19   | 恐怖!どろしーの妹?       | 공포! 도로시의 여동생?         | 16       | 공포! 도로시 마법사의 여동생 |
| 20   | 怪盗ネズミキッドの挑戦   | 괴도 네즈미 키드의 도전        | 17       | 괴도 못말리는 생쥐           |
| 21   | 危険がいっぱい露天風呂   | 위험이 가득한 온천목욕         | -        | -                            |
| 22   | びっくり!いけにえ初体験  | 깜짝! 제물 첫 체험             | 18       | 도깨비 구렁이 소동           |
| 23   | 戦え!卒業試験            | 싸우자! 졸업시험               | 19       | 도전! 졸업시험               |
| 24   | 私が伝説の王女様?        | 내가 전설의 공주님?            | 20       | 마법나라 공주님              |
| 25   | なぜなぜ!アロー破れる    | 어째서 어째서! 애로우 무너지다 | 21       | 힘을 잃은 정의의 화살        |
| 26   | どけどけ恋のおじゃま虫   | 비켜비켜 사랑의 방해벌레       | 22       | 오늘은 잠자는 날             |
| 27   | 火事場のチャチャパワー   | 화재현장의 차차 파워           | 23       | 불사조를 찾아서              |
| 28   | 不死鳥の沼探検隊         | 불사조의 늪 탐험대             | 24       | 탐험! 전설의 연못            |
| 29   | ようこそ!不死鳥の里へ    | 어서 오세요! 불사조의 마을로   | 25       | 숨은 불사조 찾기             |
| 30   | これが噂の不死鳥の剣     | 이것이 소문의 불사조의 검      | 26       | 불사조의 검                  |
| 31   | 特訓がいっぱい!          | 특훈이 잔뜩!                   | 27       | 끝없는 도전                  |
| 32   | 危険な恋のトライアングル | 위험한 사랑의 트라이앵글       | 28       | 흑기사의 정체                |
| 33   | しいねちゃん宿命の対決   | 시이네짱 숙명의 대결           | 29       | 운명의 대결                  |
| 34   | 再会!涙の子守歌          | 재회! 눈물의 자장가            | 30       | 엄마의 자장가                |
| 35   | しつこいぞ!ニャンダバー  | 끈질겨! 냥다바                 | 31       | 사라진 변신메달              |
| 36   | 真実の鏡はウソツキだ!    | 진실의 거울은 거짓말쟁이다!    | 32       | 진실의 거울은 거짓말쟁이     |
| 37   | 花咲か先生バラバラマン   | 꽃이 피는 선생님 바라바라맨    | 33       | 장미꽃 선생님                |
| 38   | みんなでアニマル!        | 모두가 동물!                   | 34       | 곡마단 소동                  |
| 39   | 竜宮城でカッパ巻き       | 용궁성의 갓파 일족             | -        | -                            |
| 40   | ニャンコハウスで朝食を   | 냥코하우스에서 아침식사를      | 35       | 야옹야옹 집에서 아침을       |
| 41   | ねぶそく魔人大噴火!      | 수면부족 마인 대폭발!          | 36       | 잠꾸러기 괴물                |
| 42   | 伝説のシールドを探せ!    | 전설의 실드를 찾아라!          | 37       | 전설의 방패                  |
| 43   | 完成!バードシールド      | 완성! 버드실드                 | 38       | 탄생! 황금날개               |
| 44   | 輝け!うらら学園同窓会    | 빛나라! 우라라 학원 동창회     | 39       | 울랄라 마법학교 동창회       |
| 45   | 本物はだれなのー!        | 진짜는 누구야!                 | 40       | 암흑의 계곡                  |
| 46   | 進め!マジカル忍者部隊    | 나가자! 매지컬 닌자부대        | -        | -                            |
| 47   | 熱き友情の橋を渡れ!      | 뜨거운 우정의 다리를 건넌다!   | 41       | 우정의 다리                  |
| 48   | 狸合戦!ぶんぶんく茶がま  | 너구리 전쟁! 붕붕 차가마       | -        | -                            |
| 49   | ゆけ!伝説の戦士たち      | 가자! 전설의 용사들            | 42       | 잠입! 마왕의 성              |
| 50   | 愛と勇気と希望の大決戦   | 사랑과 용기와 희망의 대결전    | 43       | 사랑과 용기와 희망의 용사들  |
| 51   | プリンセスの休日         | 프린세스의 휴일                | 44       | 마법공주의 추억              |
| 52   | 脱走!脱走!大しっぱい     | 탈주! 탈주! 대실패             | 45       | 대탈출 작전                  |
| 53   | 世界一になっちゃった!    | 세계 제일이 되어버렸다!        | 46       | 공포의 마법대결              |
| 54   | 挑戦者ゾロゾロ           | 도전자 줄줄이                  | 47       | 도전자들의 행렬              |
| 55   | 忘れちゃだめよ国王の印   | 잊어버리면 안 돼 국왕의 표시   | 48       | 잊어버리면 안 돼 국왕의 상징 |
| 56   | さよならホーリーアップ   | 안녕 홀리 업                   | 49       | 안녕... 마법공주             |
| 57   | 世界一に向ってすべろ!    | 세계 제일을 향해 미끄러져!     | 50       | 씽씽씽 스케이트 대결         |
| 58   | エリザべスSOS!           | 엘리자베스 SOS!                | 51       | 위기일발 엘리자베스          |
| 59   | すっごく小さな恋物語     | 너무 작은 사랑 이야기          | 52       | 세상에서 제일 작은 마법사    |
| 60   | すきすきやっこちゃん!    | 좋아좋아 야코짱!               | 53       | 피켈의 소원                  |
| 61   | ヤングセラヴィーの冒険   | 젊은 세라비의 모험             | 54       | 청년 세라비의 모험           |
| 62   | スクープ!ピンクの秘密    | 특종! 핑크의 비밀              | -        | -                            |
| 63   | とげとげ二人三脚         | 뾰족뾰족 이인삼각              | 55       | 씽씽씽 달리기 대회           |
| 64   | びっくり!リーヤママ?     | 깜짝! 리야 엄마?               | 56       | 못말리는 뚜뚜                |
| 65   | 懐かしいぞニャンダバー   | 그리운 냥다바                  | 57       | 돌아온 얀다바                |
| 66   | 武闘派先生 まやちょん    | 무투파 선생님 마야쫑           | 58       | 마야 선생님의 비밀           |
| 67   | 恐怖!12曰の金曜曰        | 공포! 12일의 금요일            | 59       | 공포! 12일의 금요일          |
| 68   | 海坊子!初恋大バトル      | 우미보우코! 첫사랑 대 배틀     | 60       | 눈물의 꽃다발                |
| 69   | 必勝!ダンスパーティー    | 필승! 댄스파티                 | 61       | 공포의 양호실                |
| 70   | やっこちゃんの初恋談義   | 야코짱의 첫사랑 이야기         | 62       | 칭칭의 추억                  |
| 71   | 再び!殿のおな~り~        | 또 다시! 주군의 행~차~         | -        | -                            |
| 72   | しいねちゃん最大の失敗   | 시이네짱 최대의 실수           | 63       | 챠챠의 생일 선물             |
| 73   | どろしー城の謎           | 도로시 성의 수수께끼           | 64       | 도로시 마법성의 수수께끼     |
| 74   | お騒がせ!結婚宣言?       | 난리요동! 결혼선언?            | 65       | 충격! 세라비 선생님의 결혼   |

- 한국어판 방영 타이틀은 MBC 방영 당시의 방영 타이틀

### OVA
| 화수 | 방영 타이틀                       | 방영 타이틀                    |
| ---- | --------------------------------- | ------------------------------ |
| 1    | ポピィくんがやってきた!           | 포피군이 왔다!                 |
| 2    | 温泉旅行をつかまえろ!             | 온천여행을 잡아라!             |
| 3    | さよならチャチャ!涙の花いちもんめ | 안녕 차차! 눈물의 하나이치몬메 |

## 줄거리
차차는 붉은 두건이 트레이드마크인 마법사이다. 떡떡산의 작은 집에서 세계 제일의 마법사 세라비의 제자로서 생활하고 있다. 마법의 실력은 미숙하고, 터무니 없는 실패를 일으키지만 세라비나 소꿉친구로 보이프렌드 겸 펫의 늑대 같은 남자 리이야와 함께 즐겁게 날마다를 보내고 있다. 어느 날, 차차와 리이야는 엉뚱한 일로부터 우리스리산에 사는 세라비로부터 세계 제일의 칭호를 빼앗는 것을 노리는 마녀 도로시의 성을 방문했다. 도로시의 제자 시이네는 차차를 보자 마자 그녀에게 한 눈에 반해 버리고, 차차, 리이야와 행동을 함께 하게 된다. 원작과 애니메이션과는 줄거리가 크게 다르므로, 이하에 두 개로 나누어 기술한다.

### 원작의 줄거리
원작의 줄거리에서는 전반에 스승과 마법사의 시험으로서 술래잡기를 한다라고 하는 스토리성도 볼 수 있었지만, 그 후 돌연 마법학원에 다니게 되어, 학원물의 만화가 되었다. 원작 11권으로 학원을 졸업하지만 최종회를 맞이하게 된다. 또 포피군이 등장 이후 차차,리이야,시이네 3인조나 클래스메이트의 차례가 매우 적게 되고, 특히 에가온 등장 후 포피군, 헤이하치, 이치마쓰 등이 메인이 되는 후기의 내용은 팬의 사이에서는 물의를 빚었다.
파트 1
원래 읽기절의 만화로서 시작된 빨강망토 차차는 제 2화부터 술래잡기에 의한 검정이 시작되어 차차는 세라비, 시이네는 도로시를 뒤쫓기 위해, 리이야도 더한 3명이서 스승들을 찾는 여행을 떠난다. 이 여행이 막을 내린 후, 차차,리이야,시이네는 마법의 나라로 이사한다.
파트 2
마법의 나라로 이사한 차차,리이야,시이네는 본격적으로 마법을 공부를 하기 위해 마법학원에 입학한다. 원작의 스토리는 대부분은 이 학원에 다니고 있을 때의 사건이다. 이 파트는 가장 길고, 3권에서 10권까지 계속되었다.
파트 3
마법학원을 졸업한 차차,리이야,시이네는 정의의 히어로가 될 수 있다고 하는 광고를 찾아내 취직한다. 그 이름하여 〈당신의 매직컬 레인저〉. 차차도 옷을 바꿔 입을 수 있어 적이나 폐가 되는 사람들을 막는다…이지만, 더욱 폐를 넓히고 있는 감도 부정할 수 없었다. 그런 가운데, 돌연 세라비가 실은 마계의 대마왕의 제일자, 즉 차기대마왕이라고 하는 것을 알아, 그것들에 관련되는 스토리가 11권으로부터 13권(완결)까지 그려져 있다.

### 애니메이션의 줄거리
아주 옛적 마족이 마법나라를 차지하려고 전쟁을 일으킨다. 이에 국민들은 마법사를 주축으로 투쟁군을 결성해 저항하지만 전쟁의 경험이 없던 투쟁군들은 패하고 말았다. 그렇게 절망에 빠져 있을 무렵, 마법 여왕 죠안1세가 나타나 신에게 받은 슈퍼 메달리온(3가지 무기)를 써서 마족을 외딴 섬으로 추방시키고 그 섬을 봉인시켜버리는 데 성공한다. 그리하여 죠안1세는 마법나라의 초대여왕이 되었고 평화롭던 세월이 시작되었다. 그러나 엄청난 마력을 가진 대마왕이 다시 나타나 섬의 봉인을 깨뜨리고 마법나라의 궁전을 습격한다. 왕과 왕비는 미처 화를 피하기 못해 석상이 되어버리고 만다. 국왕인 지니어스(차차의 할아버지)조차 대항하지 못한 대마왕을 피해 차차(아기시절)는 당시 근위대장이었던 세라비의 품에 안겨 궁전을 빠져나오게 된다. 지니어스는 마지막 마력을 다해 크리스탈 결계를 쳐서 대마왕을 성밖으로 나가지 못하게 한다. 그 후 차차의 소식을 들은 대마왕은 차차를 처리하기 위해 부하들을 보내고...차차 역시 마법왕국의 진실을 듣고 대마왕을 무찌르고 부모님을 만나기 위해 리이야, 시이네와 함께 모험을 떠나는데........
파트 1
이야기가 시작되어, 차차가 마법 학교에 다니기 시작하는 무렵, 세라비보다 프린세스 대형 메달이라고 하는 아이템을 맡게 된다. 또 동시에 브레이슬릿, 반지를가장 신뢰할 수 있는 2명에 건네주라고 했다. 그리고 곧 위기가 닥쳤다. 스승 세라비가 잡혀 당할 것 같게 되었을 때이다. 차차는 곁에 있던 리이야와 시이네에게 각각 1개씩 아이템을 건네주면 돌연 각각의 아이템에 감춰진 보석이 서로 공명해 〈사랑이야〉〈용기야〉〈희망이야 〉라는 말을 한 후, 차차는 매직컬 프린세스로 변신해 뷰티세레인아로로 적의 나쁜 마음을 쏘아 맞힌다. 파트 1에서는 원작의 작품에 매직컬 프린세스라고 하는 요소를 더하고 뷰티세레인아로를 사용해, 마법학원 졸업까지의 자객과의 싸움을 그리고 있다. 또 애니메이션 오리지널의 줄거리도 졸업에 가까워지는 것에 따라 증가했다.
파트 2
마법학원을 졸업해 나가는 무렵, 어느 적이 나타났다. 마계의 마력에 의해서 지배된 시이네의 아버지, 액세스이다. 그는 뷰티세레인아로를 손으로 받아 들여 그 힘을 나타냈다. 이것에 의해 차차,리이야,시이네는 보다 강력한 무기가 필요하다라고 깨달아, 불사조의 검·윙 크리스를 찾게 된다. 그 후 차차,리이야,시이네는 적의 강력한 공격에 당할 것 같게 되어, 방어를 위해 버드 쉴드를 찾는다. 이러한 무기를 가지고 대마왕과 싸워, 마침내 차차는 나라의 평화를 지켰다. 파트 2에서는 줄거리는 일부를 제외하고 완전 오리지널이 되었다.
파트 3
대마왕을 넘어뜨려 국왕, 왕비, 조부가 원래대로 돌아가 마법의 나라에 평화가 찾아온다. 차차,리이야,시이네는 처음은 성에 살지만 거기에 친숙해 지지 못하고, 중등부가 개설된 마법학원에 재입학해 차차도 세라비의 아래에서의 생활로 돌아왔다. 그러나 그 후에, 〈국왕의 증표〉인 홀리 버드가 악의 마음을 가지는 몬스터에게 강탈되어 암흑 마계의 봉인이 풀리는 위기가 찾아와 프린세스 대형 메달은 암흑 마계에 통하는 구멍을 차지하기 위해 봉인되었다. 동시에 매직컬 프린세스도 봉인되었다. 그 후, 차차는 조부에게 도움 아이템으로서 〈오타 도와 부메랑〉을 받는다. 중등부에 들어갔을 때, 너무나 마법의 공부에 열이 들어가지 않는 차차를 예측해 세라비는 세계 제일의 마법사의 자리를 차차에게 양보한다. 그러나, 찿는 점차 싸워뿐인 매일 불편한 생활에 세계 제일을 그만두고 싶은 기분이 되어, 다른 사람에게 양보하려고 한다. 하지만 그것을 헤아린 세라비는 세계 제일의 마법사의 자리가 다른 사람의 손에 건너기 전에 탈환한다. 그 이후는 몬스터도 세계 제일전도 없는 세계에서 차차,리이야,시이네의 허둥지둥극이 전개되었다. 그리고 마침내 도로시와의 결혼을 결의한 세라비(이었)였지만…. 파트 3에서는 매직컬 챔피언, 최종회의 줄거리, 그 외 몇 개를 제외하고 원작의 스토리에 오타 도와 부메랑을 추가한 작품이다. 원작의 개그가 능숙하게 활용되어 재미에서는 이 파트의 평가가 가장 높다.

## 애니메이션

### 애니메이션에 등장하는 마법아이템과 무기
프린세스 대형 메달
제 1이야기에서 차차가 세라비로부터 받은 팬던트. 이것과 리이야의 브레이슬릿, 시이네의 반지를 합해 3명이 사랑, 용기, 희망이 힘을 합할 때, 차차는 매직컬 프린세스로 변신할 수 있다. 또, 중앙의 보석에는 대왕인 차차의 조부가 봉해져 있었다.
뷰티 세레인 애로우
차차가 처음으로 매직컬 프린세스로 변신했을 때에 가지고 있던 성스러운 활과 화살. 〈뷰티 세레인 애로우! 매지컬 슛!〉이라는 소리와 함께 화살을 발사해 사악한 마음을 토벌한다. 파트 1에서는 주로 전투에, 파트 2, 3에서는 주로 후술 하는 윙 크리스, 불사조를 호출하는 것에 사용한다. 호출하는 주문은〈세인트 페어리 네비게이션!〉.
윙 크리스
전설의 불사조의 검. 어쩐지 한심한 새 피스케(성우: 시마모토 스미)가 불사조로서 눈을 떠 변신한 모습이다. 버닝 플래시를 발한다. 윙 크리스는 사악한 마음을 파괴하기 때문에 사람을 살상하는 능력은 없다. 사악한 마음을 가지지 않는 것이 맞아도 데미지를 받지 않는다고 하는 특징을 가진다. 파트 2,3에서 사용. 검사용시는〈뷰티 세레인 애로우, 세인트 페어리 네비게이션!, 라이트닝 페더 스킬 업, 윙 크리스 버닝 플래시! 〉라고 외친다.
버드 쉴드
왕가 필두 대장간 무라 마사가 엔젤 사철로부터 만든 전설의 방패. 그 방어 성능은 특별히 뛰어나 거의 모든 마족의 공격은 버드 쉴드를 관철해 차차에 데미지를 줄 것은 없었다. 매우 무겁다. 파트 2,3에서 사용. 이미 엔젤 사철은 채굴이 다 되어 버리고 있었기 때문에, 에덴 광산 출신의 모험가 곳간 땅두릅의 희망에 의해, 그가 가지고 있던 엔젤 사철로 옛날 만들어진 트럼펫을 녹여 이 무기가 만들어졌다. 버드 쉴드 장착&발동 때 〈버드 쉴드 빌드 업!〉라고 외친다.
초승달 오로라 브레이슬릿
국왕인 차차의 아버지가 젊었을 때에 하고 있던 아이템. 버튼을 누르고 주문을 주창하면 브레이슬릿을 뒤따르고 있는 초승달이 부메랑이 되어, 하등의 도움이 되는 아이템이 돌아온다. 파트 3에서 등장. 아이템이 되지 않고 부메랑인 채 차차,리이야,시이네를 뒤쫓은 것이나, 그대로 돌아오지 않거나 할 때도 있었지만, 최종적으로는 도움이 되는 것을 해 주는 의지가 되는 브레이슬릿이다. 〈쿠렛센토 오로라 브레스렛토, 도와줘 부메랑!〉라고 외친 뒤 부메랑을 던진다.
마법의 통신 컴펙트
왕비인 차차의 어머니가 차차에게 건네준 아이템. 이것을 열면 차차의 엄마와 얼굴을 보면서 통신할 수 있다. 이것에 의해 차차는 멀리 있어도 빈번히 모친과 연락을 할 수 있게 되었다.
뭐든지 담아 브로치
대왕인 차차의 조부의 비장품. 주문을 주창하면 큰 것에서도 작은 것이든 뭐든 담아 운반을 할 수 있다. 거대한 빵이나, 바위 동굴, 그리고 사람이 있는 집조차 작은 브로치안에 담을 수 있다. 바다 도깨비를 수중에 넣었을 때에 그 중의 모습이 비추어졌지만, 그것에 따르면 집, 차, 테이블, 드라이어, 이불, 가방, 화장지, 야자의 나무, 빵(?), 할머니(?), 물이 들어가 있었다.
홀리버드(국왕의 증표)
매직컬 캐슬에 모셔져 있는 성스러운 새. 착한 사람이 이것을 연주할 때 온 세상에 꽃이 피어 세상이 아름다워지지만, 마음 나쁜 사람이 연주하면 세계는 추악과 공포로 가득 찬 세계가 되어 버린다고 하는 왕가에게 전해지는 비보. 대마왕에 성이 습격되었을 때에 발견되지 않는 장소에 도망치게 하는 마법을 걸쳐 조용하게 자고 있었다. 그러나, 그런 보물이라고 모르는 마족의 손에 건너, 암흑 마계에 통하는 구멍을 뚫어 버렸다. 하지만, 그 마족은 차차,리이야,시이네에 의해 쓰러지고 구멍도 차지해져 평화를 또 지켜졌다.

#### 냥다바 시리즈
미케네코 박사가 개발한 거대 로봇. 〈냥다바 Z〉은 원작에 등장하지만, 후계기는 애니메이션 오리지널이다.
기동 메카 냥다바 Z
초대 로봇. 로켓 펀치를 갖춘다. 애니메이션은 9화에서 등장.
궁극 최강초무적 기동 합체 로보냥다바 ZZ
고냥쟈(미케네코 박사와 그 형제)의 5명이 조종 하는 합체 로봇. 17화 등장.
그레이트 냥다바（울트라 슈퍼 스페셜 버전)
산보다 큰 초거대 로봇. 단 너무 커서 움직이지 않는다. 35화 등장.
궁극 최종 이것으로 끝 기동 메카 냥다바 WXYZ
두정고: 28.52m,무게: 54.3t,완비 중량: 93.7t,최대 출력: 3800000hp,비행 속도: M9.99,수중 속도: 400kt
냥다바시리즈 최종 최강 로봇. 그러나 마왕은 벌써 쓰러지고 용도가 없어져 버렸기 때문에 국왕에 양보해졌다. 65, 72, 74화 등장.

### 스탭
- 원작: 아야하나 민
- 기획: 가타오카 요시로(ASATSU)
- 연출 협력: 다케하시 료스케
- 감독: 쓰지 하쓰키
- 캐릭터 디자인/작화 감독: 와타나베 하지메
- 미술 감독: 고바야시 시치로
- 촬영 감독: 하네야마 다이이사오
- 음악: 사하시 도시히코, 데즈카 오사무
- 음향 감독: 다나카 가즈야
- 음향 효과: 진바 다이스케(스와라 프로덕션)
- 프로듀서: 고바야시 노리코(테레비 도쿄), 마쓰시타 요코(NAS, 와카나 아키오(스튜디오 갸롭)
- 미술 감독 보조: 가토 겐지, 다카하시 히사시가
- 배경: 고바야시 프로덕션
- 동영상 체크: 지쇼유미, 가네다 타케시, 사토 유키엥, 나카무라 오사무, 가즈니시 겐지, 오카 히데가즈, 데지마 노리코, 하라 데쓰오, 사와다 히사시, 유미 오사메, 모치 사치코
- 동영상: 아지아도, 동우동화, OH! 프로덕션, 유메타 컴퍼니, D.R.MOVIE, 스튜디오 콕피트, 무켄칸, 우마료동화
- 색지정: 이치노세 미요코, 나가하마 유키코, 요코이 마사토, 무라카미 사토미, 다키오 나쓰코
- 특수 효과: 니시야마 마코토, 간아마 유키타카, 오오노 가요코, 마에카와 코, 지와 유타카
- 마무리: 비주얼 워크 숍, 도호동화,스타지오 엠아이(M.I), 동우동화,스튜디오 스텝, 스타지오룬룬, ST.Toys, 반타니, D.R.MOVIE, 우마료동화, 스즈키동화 기획
- 편집: 마쓰무라 마사히로→야마모리 시게유키（JAY FILM）
- 타이틀: 마키 프로
- 현상: IMAGICA
- 애니메이션 제작 협력: 쟈판탑스, 다카하시 스타지오, 필름 매직, 도쿄 키즈
- 녹음 제작: 비라인
- 조정: 다나카 가즈야, 하리치 타다시
- 녹음 스튜디오: 요요기 애니메이션 학원 하라주쿠 스튜디오
- 프로듀서 보조: 와사기 노부유키(스튜디오 갸롭)
- 프로그램 선전: 이토 마리→몬지 레이코(TV 도쿄)
- 제작 진행: 고지마 메구미, 고바야시 고지, 오가타 가즈히데, 고야마 히로시, 마쓰바시 아쓰시, 가사모리 쓰네오, 이토 고시, 나카가와 아키라, 야마모토 하루코, 다카야마 마사요시, 아라가와 하야토, 미치시타 나오키, 이마무라 슈죠
- 협력:요요기 애니메이션 학원
- 애니메이션 제작, 촬영:스튜디오 갸롭
- 제작:TV 도쿄, NAS

#### MBC 우리말 제작진
- 녹음: 돌코녹음실
- 편집: 에이엔드디
- 번역: 김성연
- 녹음연출: 윤진영

### 주제가

#### 오프닝 테마
1. 너를 생각해
작사·작곡:하야시다 겐지/편곡:CHOKKAKU(TV방영시),도쓰카 오사무(영상 소프트판)/노래:SMAP(방영시),사와다 쇼코（영상 소프트판)

- 일본에서의 TV 방영 당시와 영상 소프트판(LD, 비디오, DVD등)에서는 오프닝 테마를 부른 가수가 다르다는 걸 알 수 있는데, 그 이유는 영상소프트판매 발매원이 SMAP의 CD의 전속 계약 회사인 빅터가 아닌 킹레코드사였기 때문에, 영상소프트 출시당시, SMAP의 소속사이자 음원의 저작권이 있는 쟈니즈사무소의 허락을 얻지 못해, 킹레코드사/빅터/쟈니즈 3사간 합의에 실패했다고 한다. 그러한 이유로 킹레코드사에서 발매한 빨간망토차차 드라마CD에서는 리야(뚜뚜)역을 맡은 카토리 신고가 빠져있다는 걸 알 수 있다. 킹레코드사에서는 SMAP 오프닝테마 저작권협의가 실패함에 따라 영상 소프트판(LD, 비디오, DVD등)에서는 SMAP대신 1기 엔딩을 부른 사와다 쇼코가 오프닝테마곡을 불렀다. 사와다 쇼코버전에서는 "ooh 사랑해요"란 가사가 빠져있다.

#### 엔딩 테마
1. 웃는 얼굴이 좋으니까
작사·작곡:사와다 쇼코/편곡:도쓰카 오사무/노래:사와다 쇼코
2. 차차에게 맡겨
작사:오다 유리코/작곡:고토 쓰바사/편곡:야부키 도시로우/노래:스즈키 마사미, 사쿠라이 토모, 아카도 마유미
3. 어서오세요. 매지컬 스쿨에
작사:오다 유리코/작곡·편곡:사하시 도시히코/노래:스즈키 마사미 with Magical Study

### 비고
매지컬 프린세스
애니메이션판으로 설정된 차차가 변신한 전투 형태로, 본래의 차차보다 연령이 높은 모습을 하고 있다. 차차가 성장한 모습인지 어떤지는 작품에서 명확하게 되지 않았다. 또, 마법의 나라의 초대의 여왕 〈조안 1세〉와 지나치게 닮은 모습이기도 해, 매직컬 프린세스가 이용하는 3종류의 무기는 조안 1세가 사용했다고 여겨지는 것이다. 이 모습은 대마왕이 보내는 자객(최종적으로는 대마왕 본인)을 넘어뜨리기 위한 것이었다. 변신은 차차·리이야·시이네가 나누어 가진 아이템에 의해서 되어 3사람이 모이지 않으면 변신할 수 없다. 〈사랑과 용기와 희망의 이름의 아래에서, 매직컬 프린세스·호-리 업〉의 구령과 함께 변신한다. 고대 그리스의 복장을 모티프로 한 미니스커트차림이지만 속옷의 노출 등은 일절 없고, 변신 장면도 당시의 변신 소녀 애니메이션에서는 많았던 바디라인의 노출이 피해지고 있다. 이것들도 포함해 청초인 이미지가 관철해져 거기에 따라 독자적인 팬을 획득한 일면도 있었다. 연출면에서는 전반의 2쿨 정도의 사이는 거의 감정을 보이는 것이 없고,어떨지조차 명확하지 않았다. 쓰지 하쓰키 감독은 차차,리이야,시이네의 허둥지둥극과 몬스터 퇴치의 이야기를 나누기 위해서 의도적으로 그러한 연출을 실시했다고 후에 말하고 있다. 시리즈 후반에는 차차의 의식을 가지는 것이 확실해, 대마왕을 넘어뜨렸을 때에는 스스로 차차라고 자칭했다. 덧붙여서 매직컬 프린세스의 모티프는 같은 〈리본〉에서 연재되고 있던 하죠 지카(chika hojo)의 만화 〈다이아몬드 핑크〉(ダイアモンド ピンク )의 등장 인물을 닮아 있다고 여겨져 활과 화살을 무기로서 사용하는 점등이 공통된다. 또 다카라로부터 발매된 〈뷰티세레인아로〉는 애니메이션 〈마법의 엔젤 스위트 민트〉의 히로인 민트가 휴대 하고 있던 마법의 도구〈민트아로〉의 금형이 유용된 모양이다. 팬의 사이에서는 방영 당시는 '차차님', 2ch 등에서는 '공주님'이라는 애칭으로 불린다.
애니메이션판의 변경
애니메이션화에 해당해 행해진 줄거리·설정의 변경은 프로그램 스폰서였던 다카라의 의향으로 되어 있다. 원작에는 완구화할 수 있을 것 같은 아이템이 전무했던 일이나, 그 당시 타겟으로 여겨진 시청자층에 〈미소녀전사 세일러문〉이 대인기였던 일도 있어, 마법의 나라의 학교를 무대에 악의 무리들이 소동을 일으킨다고 하는 무대 설정을 기본으로 하면서, 미소녀 변신 히로인 모험 활극의 요소가 더해졌다. 인물 설정은 그대로 유용하면서 마법의 나라를 빼앗아 지배하는 대마왕을 토벌하기 위해 왕녀 차차가 변신해 싸운다고 하는 스토리로 변경되었다. 이례라고도 말할 수 있는 변경이었다. 이러한 애니메이션화에 즈음한 줄거리·설정의 변경은 원작자가 이해한 다음 행해지는 것이 전제이지만, 애니메이션화 후의 추이 등에 따라서는 원작자가 항의나 본의가 아님을 나타내는 코멘트를 발표하는 케이스를 자주 볼 수 있다. 본작에 관해서는 코발트 문고 〈빨강망토 차차〉10권에서 각본의 야마다 타카시에 의한 후서에, 발사 파티에 작자가 달려 들고 스탭을 위로한 에피소드가 소개되어 동서적의 작자의 인터뷰에 대해서는 애니메이션판의 재료를 원작 만화에 사용한 건을 포함하고, 잘 할 수 있던 작품이라면 호의적이고, 마린은 애니메이션판이 마음에 든다고 하고 있다. 또, 작자의 코믹스내의 1/4 코멘트란이나 권말 만화에서도 비판적인 것은 모두 쓰이지 않고, 호의적이었다고 생각되고 있다.
성우(일본) 기용
애니메이션판의 또 하나의 특징은 무명인 성우의 대담한 기용이다. SMAP의 아이돌 가수로 성우는 미경험의 카토리 싱고 를 기용한 것은 화제 만들기의 의미도 있었다고 생각되지만, 주인공 역할로 충당된 스즈키 마사미나 야코역의 나미키 노리코는 완전히 무명의 신인이었다. 요요기 애니메이션 학원 출신의 그녀들은 프로그램 방영 개시의 무렵은 연기의 미숙함이 분명했지만, 프로그램의 진행과 함께 연기도 능숙. 팬은 그 성장의 모습도 스토리와 함께 즐겼다.
방송 연장
당작품의 애니메이션판은 4쿨(1년간)의 예정으로 방영 개시되었지만, 예상 이상의 인기를 끌어 방영 속행의 요망도 강했던 일로부터, 2쿨 연장해 방영된다고 하는 조치가 취하여졌다.
대마왕과의 싸움은 4쿨까지로 결착해 버린 것으로부터, 매직컬 프린세스는 5쿨의 수화에 등장한 후 〈변신 아이템의 봉인 〉이라고 하는 형태로 퇴장이 되어, 그것 이후는 원작에 가까운 단발 에피소드가 주로 되었다.
대마왕과 세트의 캐릭터라고도 할 수 있는 매직컬 프린세스를 이와 같이 조금 어중간한 형태로 5쿨에 등장시킨 것은, 주로 스폰서의 사정이었다고 한다. 이러한 취급에 대해서는 팬의 사이에는 이것을 비판하는 소리도 있었다.
한편, 원작을 큰폭으로 개편한 형태로 시작한 애니메이션판을 당초의 방영 예정보다 연장한 다음 원작에 따른 노선으로 변경하기에 이른 일에 대해서는 주로 원작 중시의 팬에게서는 호의적으로 받아들여졌다. 노선 변경은 전체적으로는 큰 영향은 없고, 매지컬 프린세스 퇴장 이후도 한결같게 시청률 두 자리수대를 유지하고 있었다.
연출
연출을 담당한 사쿠라이 히로아키·사토 다쓰오·다이치 아키타로의 3명은 본작으로 재능을 브레이크시켜,〈차차 같은 집단에서 특히 특출한 세 명이라고도 불렸다. 상기의 3명 등이 본작으로 정착시킨 연출 기법의 하나에, 그 자리면에 등장하는 인물의 회화를 본론과 관계가 없어도 남기지 않고 수록한다고 하는 것이 있다. 이것은 애프터레코딩 대본에도 각각의 대사가 단을 나누어서 기재되어 있어 그 결과 대본이 두꺼워진다고 하는 현상도 있었다. 본작은 스테레오 방송이었기 때문에, 이 연출의 효과는 컸다.

### 뮤지컬
텔레비전 애니메이션 방영 중이었던 1994년 12월과 방영 종료 후의 1995년 8월에 도쿄 신바시의 하쿠힌칸 극장에서 상연되었다. 재연시는 오사카에서도 1일만 상연했다. 총 2막. 줄거리는 매직컬 프린세스가 등장하는 애니메이션 전반의 몇 개의 에피소드를 도입하면서, 전체적으로는 오리지널의 줄거리로 되어 있어 오리지널의 악역이 등장한다. 연출은 미츠야 유지, 주역의 차차는 이리에 가나코, 리이야는 아키야마 준이 연기했다. 사쿠라이 사토는 애니메이션의 마린역으로 출연했다. 야코역은 초연시는 히구치 지에코, 재연시에는 애니메이션의 야코역인 나미키 노리코와 차차역의 스즈키 마사미의 더블 캐스트였다. 그 밖에 오유키 선생님도 애니메이션의 도미나가 미이나가 연기했다. 또 소리만으로 등장하는 대마왕은 애니메이션과 같은 고무라 데쓰오였다. 1995년 2월, 매직컬 프린세스 퇴장 후(56화와 57화의 사이)의 3주에 걸쳐서 초연시의 다이제스트판이 애니메이션의 방영범위로 방영되었다. 아래는 그 때의 부제이다.
- 제 1화: 차차를 잡아라
- 제 2화: 친구 이상이 되고 싶다
- 제 3화: 모두가 제일 우등생

덧붙여 애니메이션의 3번째의 엔딩인 〈어서오세오. 매지컬 스쿨에〉는 이 뮤지컬로 불리는 곡이기도 했다. 뮤지컬인 관계로 무대에서 사용된 가사에는 CD로 출시된 것에는 없는 프레이즈가 포함되어 있다.

## 관련 상품

### 게임
빨간망토 차차
게임보이용 소프트. 1995년 4월 28일에 토미에서 발매. 장르는 RPG. 6명의 등장 인물로 페어를 짜, 마법학원의 졸업 시험에 도전한다.
빨간망토 차차
슈퍼 패미컴용 소프트. 1996년 8월 9일에 토미에서 발매. 장르는 RPG.
빨간망토 차차 소란 패닉 레이스
PC-FX용 소프트. 1996년 10월 25일에 일본 전기 홈 일렉트로닉스에서 발매. 장르는 RPG.